# 温春站
温春站，位于中华人民共和国黑龙江省牡丹江市西安区温春镇，是图佳铁路上的火车站，建于1935年，由中国铁路哈尔滨局集团牡丹江车务段管辖。